# Rustov
Rustov (ryska: Рустов) är en ort i Azerbajdzjan.   Den ligger i distriktet Quba Rayonu, i den nordöstra delen av landet, 150 km nordväst om huvudstaden Baku. Rustov ligger 571 meter över havet och antalet invånare är 3 956.
Terrängen runt Rustov är huvudsakligen kuperad, men söderut är den bergig. Närmaste större samhälle är Quba, 13,4 km norr om Rustov. 
Omgivningarna runt Rustov är en mosaik av jordbruksmark och naturlig växtlighet. Runt Rustov är det ganska glesbefolkat, med 48 invånare per kvadratkilometer.